# متنزه فرانكلين روزفلت الحكومي
تبلغ مساحة متنزه فرانكلين روزفلت الحكومي 960 أكر (3.9 كـم2) ويقع في مقاطعة و يستتشستر نيويورك. كان يُعرف سابقًا باسم متنزه موهانسيك ومتنزه موهانسيك الحكومي ويقع في يوركتاون على بعد حوالي 40 ميل (64 كـم) من مدينة نيويورك. أنشئ المتنزه في عام 1922 في الموقع السابق لمستشفى موهانسيك الحكومي.
يضم المتنزه مسطحين مائيين هما بحيرة موهانسيك وبركة القرم.

## تاريخ
استحوذت الدولة على أرض المتنزه لأول مرة بين عامي 1909و1922. تم الحصول على الأرض الواقعة جنوب كروم بوند وبحيرة موهانسيك في عام 1908 لمدرسة ولاية نيويورك للتدريب للبنين. تم الاستحواذ على شمال كروم بوند وبحيرة موهانسيك في عام 1909من قبل لجنة المستشفيات الحكومية. كان هناك قلق من أن وجود مستشفى قريب جدًا من خزان نيو كرتون من شأنه أن يلوث مستجمعات المياه ساعد هذا مقاطعة ويستشستر في الحصول على المتنزه بأكملها في عام 1922.
في عام 1923 نمت مقاطعة ويستشستر أكثر من 20,000 عينة من أشجار الصنوبر والتنوب والأشجار دائمه الخضرة في أراضي المتنزه لزرعها في متنزهات ويستشستر الأخرى. خلال فترة الكساد الكبير , تم وضع معسكر لفيلق الحفظ المدني في المتنزه ولا تزال العديد من المباني منها اليوم.استحوذت ولاية نيويورك على العقار في عام 1957. تم تغيير اسمها إلى متنزه فرانكلين روزفلت الحكومي في عام 1982.

## مرافق المتنزه
يتميز متنزه فرانكلين روزلفت الحكومي بشكل بارز بمسبح كبير يتسع لـ 3500 شخص في وقت واحد. يوفر المتنزه أيضًا ركوب الدراجات وإطلاق القوارب واستئجارها وقرص الجولف وصيد الأسماك والتزلج على الجليد وطاولات وجناح النزهة وملعب وميادين اللعب وبرامج ترفيهية ومسارات للتنزه والركض والتزلج على الجليد والتزلج الريفي على الثلج ومنح امتياز غذائي. يتوفر الصيد وركوب القوارب في كل من بركة القرم وبحيرة موهانسيك.

## روابط خارجية
- New York State Parks: Franklin D. Roosevelt State Park
- Friends of FDR State Park